# Alexander Adolfowitsch Juschkewitsch
Alexander Adolfowitsch Juschkewitsch, russisch Александр Адольфович Юшкевич, englische Transkription Alexander Yushkevich, (* 19. Mai 1930 in Moskau, Sowjetunion; † 18. März 2012) war ein russischer Mathematiker.

## Leben
Er war der Sohn von Adolf Pawlowitsch Juschkewitsch und studierte an der Lomonossow-Universität mit dem Abschluss 1953. Juschkewitsch wurde 1958 bei Eugene Dynkin an der Lomonossow-Universität promoviert (Starke Markow-Prozesse, russisch) und habilitierte sich 1970 an der Dzierżyński-Militärakademie. Er war an der Staatlichen Eisenbahn-Universität in Moskau tätig. Später ging er in die USA und arbeitete an der University of North Carolina in Charlotte. Er war Mitglied der American Mathematical Society.
Mit Dynkin verfasste er eine Monographie über kontrollierte Markow-Prozesse.

## Schriften
- mit Евгений Б. Дынкин: Теория вероятностей и математическая статистика. Наука, Москва 1967, (deutsch: mit Eugene B. Dynkin: Sätze und Aufgaben über Markoffsche Prozesse (= Heidelberger Taschenbücher. 51). Aus dem Russischen übersetzt von K. Schürger. Springer, Berlin u. a. 1969).
- mit Александр А. Юшкевич: Управляемые марковские процессы и их приложения. Наука, Москва 1975, (englisch: mit Eugene B. Dynkin: Controlled Markov Processes (= Grundlehren der mathematischen Wissenschaften. 235). Springer, Berlin u. a. 1979, ISBN 0-387-90387-9).